# Joe Kleine
Joseph William Kleine (* 4. Januar 1962 in Colorado Springs) ist ein ehemaliger US-amerikanischer Basketballspieler.

## Laufbahn
Nach der Schulzeit in Slater (US-Bundesstaat Missouri) ging der 2,11 Meter große Innenspieler an die University of Notre Dame, blieb aber nur ein Jahr und wechselte dann an die University of Arkansas. Für Arkansas kam er in drei Jahren auf Mittelwerte von 18,1 Punkten und 8,3 Rebounds je Begegnung.
1985 wechselte Kleine ins Profilager, wurde beim Draftverfahren der NBA an sechster Stelle von den Sacramento Kings ausgesucht. Höhepunkt seiner Zeit in der NBA war der Gewinn des Meistertitels mit den Chicago Bulls im Spieljahr 1997/98. Kleine stand in insgesamt 1014 NBA-Spielen auf dem Feld, erreichte Mittelwerte von 4,8 Punkten und 4,1 Rebounds je Partie. Seine besten Saisonwerte verbuchte der Innenspieler in der Saison 1987/88 für die Sacramento Kings, als er in den Farben der Kalifornier je Einsatz 9,8 Punkte sowie 7,1 Rebounds verzeichnete. Neben Sacramento und Chicago waren seine weiteren NBA-Mannschaften die Boston Celtics, Phoenix Suns, Los Angeles Lakers, New Jersey Nets und Portland Trail Blazers. Seine meisten Spiele bestritt er für Boston.

### Nationalmannschaft
Kleine gewann mit der US-Nationalmannschaft 1982 die Silbermedaille bei der Weltmeisterschaft. Er stand in fünf der neun WM-Spielen der US-Amerikaner auf dem Feld und kam auf 1,3 Punkte/Spiel. 1984 wurde Kleine an der Seite von Michael Jordan, Chris Mullin und Patrick Ewing Olympiasieger. Er wurde in allen acht Turnierspielen eingesetzt und erreichte 3,4 Punkte je Begegnung.

## Trainer
Kleine war 2004 Assistenztrainer der U18-Auswahl der Vereinigten Staaten, die in San Antonio gegen eine Europawahl antrat. Des Weiteren war er Assistenztrainer an der Catholic High School in Little Rock. Im März 2007 wurde er Co-Trainer der Hochschulmannschaft der University of Arkansas at Little Rock. Er übte das Amt bis 2015 aus. Kleine ist beruflich als Betreiber von Gaststätten im Raum Little Rock tätig. Er hat fünf Kinder.